# السالا، پنگاسینان
السالا، پنگاسینان (به لاتین: Alcala, Pangasinan) یک سکونتگاه مسکونی در فیلیپین است که در پانگاسینان واقع شده‌است.

## خصوصیات
السالا ۴۵٫۷۱ کیلومترمربع مساحت و ۴۱٬۰۷۷ نفر جمعیت دارد.